# Smiley (película)
Smiley es una película estadounidense de terror psicológico y slasher de 2012 dirigida por Michael Gallagher y hecha por Level 10 Films. La película está protagonizada por Caitlin Gerard, Melanie Papalia, Keith David, Shane Dawson, Andrew James Allen, Toby Turner, y Liza Weil. La película fue estrenada el 11 de octubre de 2012.

## Argumento
La trama gira en torno al asesino Smiley, el sujeto de un mito de Internet. Supuestamente, si una persona en un sitio web al estilo Chatroulette tipea la frase "Lo hice por los lulz" tres veces, su compañero de chat será asesinado por un asesino llamado Smiley, llamado así porque mutiló su propio rostro al coserse sus ojos y tallarse una sonrisa en su boca.
Una estudiante universitaria llamada Ashley (Gerard) se hace amiga de Proxy (Papalia), junto con sus amigos Zane (Allen), Marcos (Turner) y Binder  (Dawson), quien recibe burlas de sus compañeros por haber denunciado un caso de pedofilia, lo que le valió el apodo de Pedobear.
Una noche, Ashley y Proxy ponen a prueba el mito de Smiley con una persona en línea al azar. Después de escribir "Lo hice por los lulz" tres veces, en un principio no pasa nada, pero de pronto, el extraño es asesinado. Proxy convence a Ashley a permanecer en silencio. Sin embargo, Ashley empieza a experimentar culpa por la muerte del desconocido. También empieza a creer que Smiley la está acechando y tiene la intención de matarla; Ashley finalmente va a la policía; ella intenta convencerlos, sin éxito, para investigar los asesinatos originados por Smiley.

## Reparto
- Caitlin Gerard como Ashley.
- Melanie Papalia como Proxy.
- Shane Dawson como Binder.
- Andrew James Allen como Zane.
- Liza Weil como Dr. Jenkins
- Toby Turner como Mark.
- Roger Bart como Profesor Clayton.
- Keith David como Diamond.
- Patrick O'Sullivan como Cooper.
- Nikki Limo como Stacy.
- Jason Horton como Flasher.
- Bree Essrig como Kim.
- Darrien Skylar como Mary.
- Michael Traynor como Smiley.